# USS Phantom (AM-273)
USS Phantom (AM-273) był trałowcem typu Admirable, który został zbudowany dla US Navy w czasie II wojny światowej. Jego głównym celem było trałowanie wód przybrzeżnych. W Marynarce służył najpierw na Atlantyku, później został przeniesiony na północny Pacyfik, a następnie przekazany Chińskiej Marynarce Wojennej jako część programu lend lease. Za służbę w czasie II wojny światowej otrzymał 3 battle star.
Stępkę okrętu położono w stoczni Gulf Shipbuilding Co. w Chickasaw  1 lutego 1943. Okręt zwodowano 25 lipca 1943, włączono do służby 17 maja 1944. Pierwszym dowódcą był Lt. Lawrence Dana, USNR.

## Operacje na Atlantyku w czasie II wojny światowej
Po odbiorze ze stoczni okręt został przydzielony do ComServLant z dniem 8 lipca 1944 i operował z Norfolk. Przeprowadzał misje trałowe i eskortowe wzdłuż wschodniego wybrzeża USA i w pobliżu Bermudów na przełomie lat. W styczniu 1945 okręt dotarł do wyspy McNabs na Nowej Szkocji eskortując USS „Pontiac” (AF-20), później pozostawał w pobliżu gdy „Pontiac” został wyrzucony na brzeg, by nie zatonąć.

## Transfer do Floty Pacyfiku
Po odbyciu kilku kolejnych misji wzdłuż wschodniego wybrzeża USA od Bostonu do Jacksonville okręt przeszedł przez kanał panamski 9 kwietnia 1945 i osiągnął Pearl Harbor 4 maja. Kontynuując rejs dotarł do Okinawy 26 czerwca i przez resztę wojny trałował rejony położone w pobliżu wyspy.
We wrześniu przeniósł się do Japonii by przeprowadzać tam operacje trałowe, w grudniu przepłynął na wody w pobliżu chińskiego wybrzeża. W styczniu 1946 wyruszył w stronę USA docierając do San Diego 18 lutego. W lipcu popłynął znowu na zachód. 14 września dotarł do zatoki Subic i tam został poddany procedurze dezaktywacji.

## Transfer do Marynarki Chin
Wycofany ze służby 10 października 1946 okręt był utrzymywany w rezerwie do momentu przekazania nacjonalistycznej Marynarce Wojennej Chin 15 czerwca 1948. Skreślony z listy okrętów US Navy 13 lipca 1948 służył jako „Yung Ming” do października 1949, kiedy został wycofany ze służby i skreślony z listy okrętów chińskich. W lipcu 1951 jego kadłub został sprzedany na złom.

## Odznaczenia
"Phantom" otrzymał trzy odznaczenia battle star za służbę w czasie II wojny światowej.